# Anastrepha antunesi
Anastrepha antunesi är en tvåvingeart som beskrevs av Lima 1938. Anastrepha antunesi ingår i släktet Anastrepha och familjen borrflugor. Inga underarter finns listade i Catalogue of Life.